# Dehtárská (Praha)
Dehtárská (případně Dechtárská i Dechtarská) je zaniklá a v podstatě nikdy neprovedená ulice v Hloubětíně na Praze 14. Začínala na Kbelské a měla slepé zakončení. Měla přibližný západovýchodní průběh, případně se stáčela mírně k jihu. Ležela na sever od Zelenečské a s ní byla i rovnoběžná. Podle mladších map ze 40. let 20. století měla být prodloužením Kolbenovy ulice na východ.

## Historie a názvy
Ulice byla vyprojektována v roce 1933 v Novém Hloubětíně. Přestože nikdy nebyla realizována, na mapách byla zakreslena až do 60. let 20. století, kdy bylo vybudováno sídliště Hloubětín. Nazvána byla podle středočeské obce Dehtáry v okrese Praha-východ, která je od roku 1960 součástí Jenštejna. Podle Orientačního plánu hlavního města Prahy od Rudolfa Jiříka z roku 1942 se v době protektorátu západní úsek jmenoval Dechtarer Straße.